# Méxique
El Méxique fou un vaixell mercant, transatlàntic i navili militar, hospital i de transport de tropes francès. Tenia 11.953 tones de desplaçament, eslora de 180 m. i velocitat màxima de 16 nusos.
Fou varat el 1914 per Chantiers & Ateliers de Provence, al Port de Bouc per a la Compagnie Générale Transatlantique-French Line amb el nom d'Île de Cuba. El 1915, però, abans de salpar pel seu primer trajecte, el nom li fou canviat per Lafayette II. El primer Lafayette havia estat barrinat a Brest el 1906. Del 1916 al 1919 va ésser utilitzat com a vaixell hospital. En acabat la guerra reprengué els trajectes civils regulars. El 1927 fou remodelat pel servei de passatgers, en cabina i de 3a classe. No va ser fins al 1928 que fou rebatejat com a Mexique, fent la ruta Le Havre-Nova York-Veracruz.
Al maig de 1937 ja havia portat fins a Mèxic, des de la ciutat francesa de Bordeus, un contingent de 456 nenes i nens que allunyava de la guerra civil espanyola. Són els que es coneixen com als «Nens de Morelia», una expedició organitzada pel Comitè Iberoamericà d'Ajuda al Poble Espanyol, en què participà Amalia Solórzano Bravo, la dona del president mexicà, Lázaro Cárdenas. Aquesta expedició va salpar de Bordeus el 27 de maig de 1937 i va arribar a Mèxic el 7 de juny. Els nens van ser allotjats en dos edificis pertanyents a l'escola Espanya-Mèxic de Morelia, a l'estat de Michoacán.
El 13 de juliol de 1939, sortint de Bordeus, portaria a l'exili 2.200 refugiats republicans espanyols, en una expedició fins al port mexicà de Veracruz, on va atracar el 27 de juliol.
Després de l'esclat de la Segona Guerra Mundial, va ser requisat com a vaixell auxiliar del bàndol dels aliats. El 19 de juny de 1940, després de fer explosió una mina magnètica al port de Le Verdon (França), va caure enfonsat.
El Méxique va ésser un dels grans vaixells a traslladar refugiats de la Guerra Civil espanyola d'Europa a Mèxic, el 1939, amb el Sinaia i l'Ipanema. Abans o més tard hi arribaren també el Flandre o el Nyassa. Molt poc després, tot just començar la Segona Guerra Mundial, el majestuós navili va ser utilitzat en el transport de tropes. Fou minat i enfonsat pels alemanys el juny de 1940, davant Le Verdon, a la Gironda.